# Effet Schottky

Profil énergétique pour l'extraction d'électron. À gauche, le métal où l'énergie de l'électron correspond au niveau de Fermi (E_{F}, à droite le niveau d'énergie d'un électron libre (E_{∞}), la différence (W) correspondant au travail de sortie. L'action du champ électrique auto-induit permet d'abaisser cette barrière de potentiel d'une valeur ΔW.

L'effet Schottky ou amplification par effet de champ de l'émission thermoionique est un phénomène en physique de la matière condensée nommé d'après Walter Schottky. Dans les appareils émetteurs d'électrons, en particulier les canons à électrons, l'émetteur d'électrons thermioniques subira une différence de potentiel négative par rapport à son environnement. Ceci crée un champ électrique d'intensité F à la surface de l'émetteur. Sans le champ, la barrière de surface, vue par un électron s'échappant du niveau de Fermi à une hauteur W, est égale au travail de sortie local. Le champ électrique abaisse cette barrière d'une quantité ΔW, et accroît ainsi l'émission de courant. Ceci peut être modélisé par une simple modification de l'équation de Richardson, en remplaçant W par (W − ΔW). Cette équation s'écrit donc, :
{\displaystyle J(F,T,W)=A_{\mathrm {G} }T^{2}e^{-(W-\Delta W) \over kT}}
{\displaystyle \Delta W={\sqrt {e^{3}F \over 4\pi \epsilon _{0}}},}
où ε0 est la permittivité du vide.
L'émission d'électrons dans les conditions thermiques et électriques telles que cette équation modifiée s'applique est souvent appelée « émission Schottky ». Cette équation est relativement précise pour des champs électriques d'intensité inférieure à 1 × 108 V m−1. Pour des champs plus intenses (de l'ordre de 1 × 109 V m−1), l'effet tunnel de Fowler-Nordheim (FN) (effet de champ) commence à contribuer de façon significative à l'émission de courant électrique. Dans un tel régime, l'action combinée de l'effet Schottky et de l'effet de champ se modélise par l'équation de Murphy-Good pour une émission appelée émission thermo-champ (T-F). Cette émission résultante de la force combinée des deux modes d'émission est au passage bien plus forte que la simple addition des deux modes pris séparément. Pour des champs encore plus intenses, l'effet tunnel FN devient dominant dans le mécanisme d'émission d'électron, et on parle alors émission par effet de champ froid, l'émetteur se comportant comme une cathode froide.